# Labeo simpsoni
Labeo simpsoni és una espècie de peix de la família dels ciprínids i de l'ordre dels cipriniformes que habita al riu Congo. Els mascles poden assolir els 22 cm de longitud total.